# 特兰库河畔孔达
特兰库河畔孔达（法語：Condat-sur-Trincou，法語發音：[kɔ̃da syʁ tʁɛ̃ku]）是法国多尔多涅省的一个市镇，属于农特龙区。

## 地理
特兰库河畔孔达（45°22'56"N, 0°42'29"E）面积16.54 平方千米，位于法国新阿基坦大区多爾多涅省，该省份为法国西南部内陆省份，是法國本土面积第三大的省，大致对应佩里戈尔地区，北起顺时针与夏朗德省、上维埃纳省、科雷兹省、洛特省、洛特-加龙省、吉倫特省和滨海夏朗德省接壤。
与特兰库河畔孔达接壤的市镇（或旧市镇、城区）包括：尚帕尼亚克-德贝莱尔、佩里戈尔地区布朗托姆、拉沙佩勒福谢、佩里戈尔地区布朗托姆。

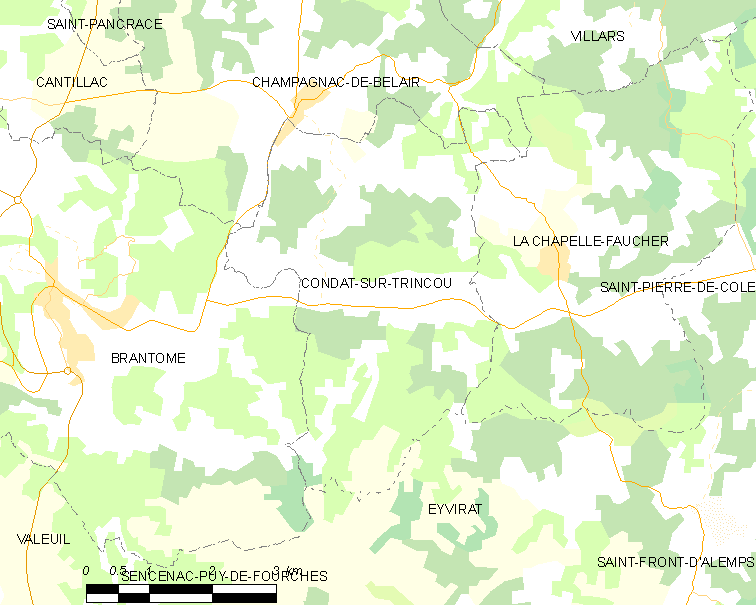
特兰库河畔孔达的OSM定位图

特兰库河畔孔达的时区为UTC+01:00、UTC+02:00（夏令时）。

## 行政
特兰库河畔孔达的邮政编码为24530，INSEE市镇编码为24129。

## 政治
特兰库河畔孔达所属的省级选区为佩里戈尔地区布朗托姆县。

## 人口

1962-2008年间特兰库河畔孔达人口变化图示

特兰库河畔孔达于2022年1月1日时的人口数量为495人。